# Luís García Pacheco
Luis Alberto García Pacheco, detto Lucho (Barranquilla, 20 maggio 1998), è un calciatore colombiano, portiere dell'Algeciras.

## Carriera

### Club
Cresciuto nelle giovanili del Barcellona, ha esordito nel calcio professionistico con la maglia dello Llagostera il 23 novembre 2012 in un match pareggiato 2-2 contro il Sant Andreu.

### Nazionale
Nel 2017 con la nazionale Under-20 colombiana ha preso parte al campionato sudamericano di categoria, scendendo in campo l'11 febbraio nel match pareggiato 0-0 contro il Brasile.